# 基拉尼國家公園
基拉尼國家公園坐落於愛爾蘭凱里郡基拉尼鎮附近，是愛爾蘭建立的第一個國家公園。它的前身是1932年捐獻給愛爾蘭自由邦的莫克羅絲別墅。
此後公園被大幅度擴展，形成了面積為102.89平方（25,420英畝）的多樣性生態系統，其中包括基拉尼湖、國際重要橡樹和歐洲紅豆杉林地、
以及大大小小的山峰。
它擁有愛爾蘭唯一的本地紅鹿群，
以及愛爾蘭現存面積最大的原始森林。
由於其中高質量的、多樣的、廣闊的動植物棲息地，以及居住的大量物種，特別是某些珍稀物種，該公園具有高度的生態價值。它在1981年被聯合國教科文組織指定為世界生物圈保護區網絡之一。
它也是歐盟特別保育區的一部分。
愛爾蘭國家公園及野生動物管理局負責公園的經營和管理。
由於其中高價值的天然生態系統，自然保育是它的主要目標。
該公園也以其美麗的風景聞名，
其中提供了相應的休閒旅遊設施。

## 氣候與地理
基拉尼國家公園位於愛爾蘭的西南角，靠近愛爾蘭的最西點。公園內有基拉尼湖、Mangerton山、Torc山、Shehy山、Purple山。公園的海拔範圍為22（72英尺）至842（2,762英尺）。

## 旅遊

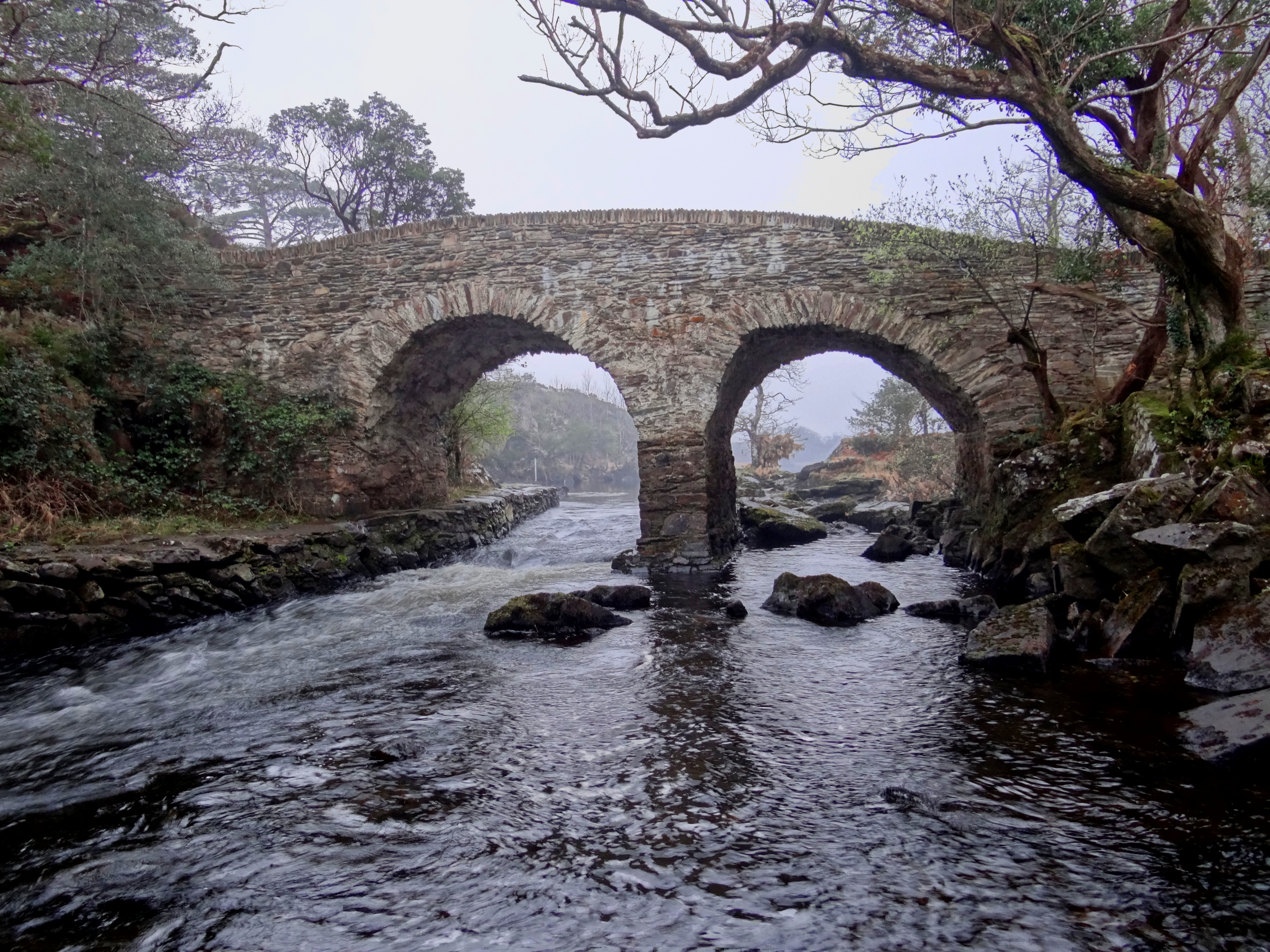
Old Weir橋 – 公園中的其中一個景點

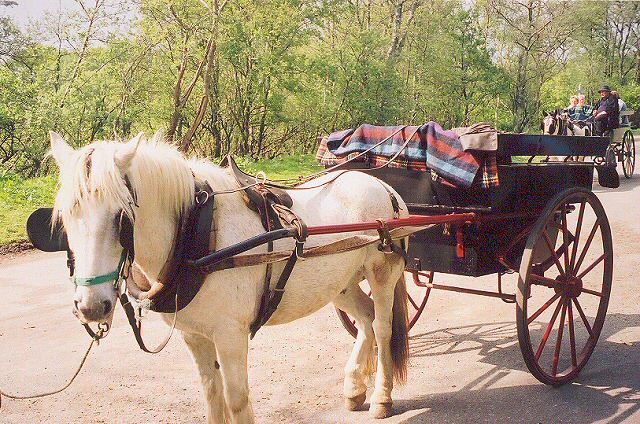
在公園中運載遊客的愛爾蘭雙輪馬車

公園全年開放旅遊。在莫克羅絲別墅中設有遊客與教育中心。公園中的景點包括Dinis Cottage、Knockreer Demesne、Inisfallen Island、Ladies View、the Meeting of the Waters and the Old Weir Bridge、Muckross Abbey、Muckross House、the Muckross Peninsula、the Old Kenmare Road、O'Sullivan's Cascade、Ross Castle and Ross Island、Tomies Oakwood、and Torc Waterfall。
公園中的Knockreer、Muckross和Ross Island區域有陸面道路網供自行車和行人通行。在The Old Kenmare Road和Tomies Oakwood附近的小路上能看到Lough Leane和基拉尼郡的壯觀景色。湖邊設有遊船服務。

## 外部連結
- 官方網站（页面存档备份，存于）.